# Mariana Ximenes
Mariana Ximenes do Prado Nuzzi (São Paulo, 26 de abril de 1981) é uma atriz e produtora brasileira. Ganhou diversos prêmios como atriz, incluindo um Grande Otelo, um Kikito no Festival de Cinema de Gramado, três Prêmios Qualidade Brasil, além de ter sido indicada duas vezes ao Prêmio APCA.

## Primeiros anos
Mariana nasceu em 26 de abril de 1981 na cidade de São Paulo, Brasil. Ela é filha da fonoaudióloga cearense Fátima Ximenes do Prado, de ascendência neerlandesa, e do advogado paulista José Nuzzi Neto, descendente de italianos da Puglia. Ela cresceu na Vila Mariana, e quando era bebê, seu pai apelidou-a de "Minhoca", devido ao fato de que não conseguia engatinhar, sempre se arrastando nos cantos da casa.
Com seis anos, fez sua primeira peça de teatro, na escola onde estudava, interpretando a personagem Cinderela do clássico conto de fadas. Suas primeiras aulas de atuação foram no Teatro Escola Célia Helena. Estudou no Colégio Marista Arquidiocesano, onde frequentou da terceira série do ensino fundamental até o terceiro ano do ensino médio, sendo uma aluna dedicada nos estudos, embora o trabalho no começo da carreira tenha prejudicado suas notas no colégio.

## Carreira

### 1998–2001:Fascinação,Uga-UgaeA Padroeira
Estreou como atriz em 1998, aos dezessete anos, na telenovela Fascinação do SBT, em que viveu Emília, uma jovem mimada que sente ódio da protagonista Clara (Regiane Alves), por ela ter se casado com seu pai. Sua personagem também se envolvia com o seminarista Gustavo, interpretado por Caio Blat, seu namorado na época. Em seguida, fez sua estreia na Rede Globo, participando do episódio "Dupla Traição", do Você Decide, do episódio piloto do seriado Sandy & Junior, e também no cinema, no filme Caminho dos Sonhos, interpretando a personagem Ruth Stern. No ano seguinte, interpretou Celi Montana em Andando nas Nuvens, sua primeira personagem em uma telenovela da Rede Globo, uma noviça que não sabia se fazia os votos e se tornava freira ou se entregava ao amor de Thiago, também vivido por Caio Blat. Fez uma participação especial na novela Força de um Desejo com a personagem Ângela, fazendo par romântico com Trajano, personagem de seu então namorado André Barros. No entanto, o sucesso viria a acontecer meses depois, com a telenovela Uga Uga. Na trama de Carlos Lombardi, Mariana interpretou a personagem Bionda, que lhe rendeu o prêmio de atriz revelação do programa Domingão do Faustão e popularidade entre as crianças. A marca de brinquedos Estrela tinha um acordo comercial com a Rede Globo e lançou a boneca Susi Uga Uga inspirada na personagem "Bionda".
Em 2001, fez uma participação no programa Brava Gente, durante o episódio A Sonata, com a personagem Luciana, ao lado de Susana Vieira e Ângelo Antônio. O seu primeiro trabalho com dublagem ocorreu neste ano, interpretando a personagem Sharon Spitz no desenho animado canadense Sorriso Metálico. Fez alguns anúncios para o canal Fox Kids, que exibiu a animação naquele ano. Mais tarde, fez a recatada Izabel de Avelar, na telenovela A Padroeira, e segundo o jornalista Leandro Calixto da TV Press, "mostrou que também tem condições de interpretar uma jovem ingênua". Naquele ano, também participou de seu segundo filme no cinema, Dias de Nietzsche em Turim, com o papel de Júlia Fino.

### 2002–2006:A Casa das Sete Mulheres,Chocolate com PimentaeCobras & Lagartos

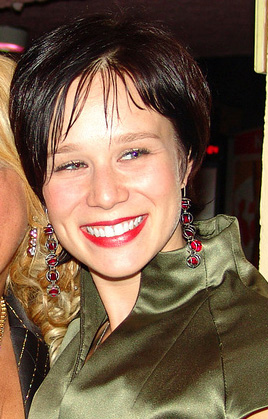
Mariana Ximenes em setembro de 2005.

No ano de 2002, fez uma participação no seriado humorístico Os Normais, em A Turma do Didi como "Glorinha" e em Brava Gente no episódio Arioswaldo e o Lobisomem como Branca Luz, ao lado de Murilo Rosa e Tadeu Mello. Ainda neste ano, fez sua terceira participação no cinema, no filme O Invasor, que lhe rendeu o prêmio de Melhor atriz coadjuvante no Festival do Recife e no Grande Prêmio BR do Cinema Brasileiro.
Em 2003, interpretou a personagem "Rosário" em A Casa das Sete Mulheres, papel que lhe rendeu o prêmio de melhor par romântico junto com o ator Thiago Fragoso no Prêmio Contigo, história dramática em que sua personagem enlouquece após perder Estêvão, seu grande amor, e morre no capítulo final. Durante este período, fez participação especial no programa Zorra Total e em A Grande Família. Seu próximo papel em telenovelas seria talvez um dos mais importantes em toda sua carreira. "Ana Francisca", sua primeira protagonista na telenovela Chocolate com Pimenta, no horário das seis. A novela foi um sucesso, e ela teve desempenho elogiado vivendo o papel de uma tradicional heroína romântica. Mariana também participou do filme O Homem do Ano e estrelou o curta Uma Estrela Pra Ioiô em 2003. Em 2004, participou do especial da Rede Globo História de Cama e Mesa, onde viveu "Carolina".
Em 2005, fez parte do elenco da novela América como a rebelde "Raíssa". A novela foi muito criticada, mas Mariana foi elogiada pelo jornalista da Folha Online Sérgio Ripardo. Ele disse que América seria lembrada no futuro como a novela de Mariana Ximenes e de Cléo Pires, e a Folha Online afirmou que a personagem "Raíssa" estava ofuscando a personagem principal da trama, "Sol", vivida por Deborah Secco. Neste ano, interpretou a personagem Weronika Muller no filme Gaijin - Ama-me Como Sou. Também fez o seu segundo trabalho como dubladora, no filme O Galinho Chicken Little, onde fez a voz da personagem Hebe Marreca, conhecida como Pata Feia. Ainda em 2005, fez uma participação em Casseta & Planeta, Urgente! interpretando sua personagem "Raíssa". Em 2006, foi escalada para interpretar Lilian Gonçalves na minissérie JK. Em Cobras & Lagartos, fez a protagonista "Bel", que antes seria interpretada por Giovanna Antonelli. Na trama, sua personagem é uma musicista que faz perfumes e ganha a herança do tio falecido, dono de uma empresa fictícia chamada Luxus.

### 2007–2010:A FavoritaePassione
Depois de Cobras & Lagartos, fez uma participação na telenovela Paraíso Tropical como Sônia, uma jornalista que se torna a nova namorada o personagem Mateus, interpretado por Gustavo Leão. Mariana recusou o papel para interpretar a prostituta "Bebel", que se tornaria um grande sucesso vivido pela atriz Camila Pitanga. No ano seguinte, interpretou a personagem "Lara Fontini" em A Favorita, uma das protagonistas da trama. A personagem lançou o modismo, entre as mulheres mais jovens, de deixar o sutiã à mostra. Em julho de 2010, é  "apresentadora por um dia"  do programa Superbonita do canal GNT.

A Clara, de Passione, me marcou muito. Além de ser um personagem muito complexo, que ora era mocinha ora vilã e me demandava muito, foi a primeira vez que contracenei com o Tony Ramos, com a Fernanda Montenegro, a Cleyde Yáconis, o Leonardo Villar. Foi uma personagem que me deu muito em vários sentidos.

Mariana Ximenes sobre sua personagem em Passione.
No ano de 2010, foi escalada para viver "Clara Medeiros" na telenovela Passione, a primeira vilã da carreira da atriz. Ela se baseou em Bette Davis para poder compor a personagem, assim como algumas vilãs de outras telenovelas brasileiras, como "Nazaré" de Renata Sorrah em Senhora do Destino e "Maria de Fátima" de Gloria Pires em Vale Tudo. A caracterização da personagem também fez algumas mudanças em seu visual, adotando cabelos mais compridos e roupas ousadas.
Em janeiro de 2011, Mariana ficou no topo da enquete do site da revista Caras, escolhida como a maior vilã das novelas do ano de 2010, pela sua personagem "Clara" na telenovela Passione. O crítico Flávio Ricco disse que "Mariana Ximenes fez de "Clara" um dos seus melhores trabalhos na TV". Ela ganhou o Troféu Imprensa como melhor atriz, e concorreu a outros prêmios. O jornalista Miguel Arcanjo Prado disse que "com Clara, a assassina da trama, Mariana Ximenes mostrou porque, mesmo só com 29 anos, faz parte do primeiro time". Além disso, retornou ao teatro, na peça Os Altruístas, dirigida por Guilherme Weber, depois de nove anos sem se apresentar em peças teatrais.

### 2011–2015:As Brasileiras,Guerra dos Sexos, Joia Rarae filmes
No ano de 2011 devido ao sucesso de sua personagem em Passione, a Rede Globo resolveu deixá-la longe da televisão por algum tempo. Mariana foi uma das produtoras de Um Homem Só. Além de produzir, ela também participa do projeto como atriz. O projeto demorou alguns anos para se realizar, sendo filmado em 2014, com previsão de chegar aos cinemas apenas em 2016. Mariana interpreta a personagem "Josie", uma funcionária mal humorada de um cemitério de animais que vive uma história de amor com Arnaldo, interpretado por Vladimir Brichta.

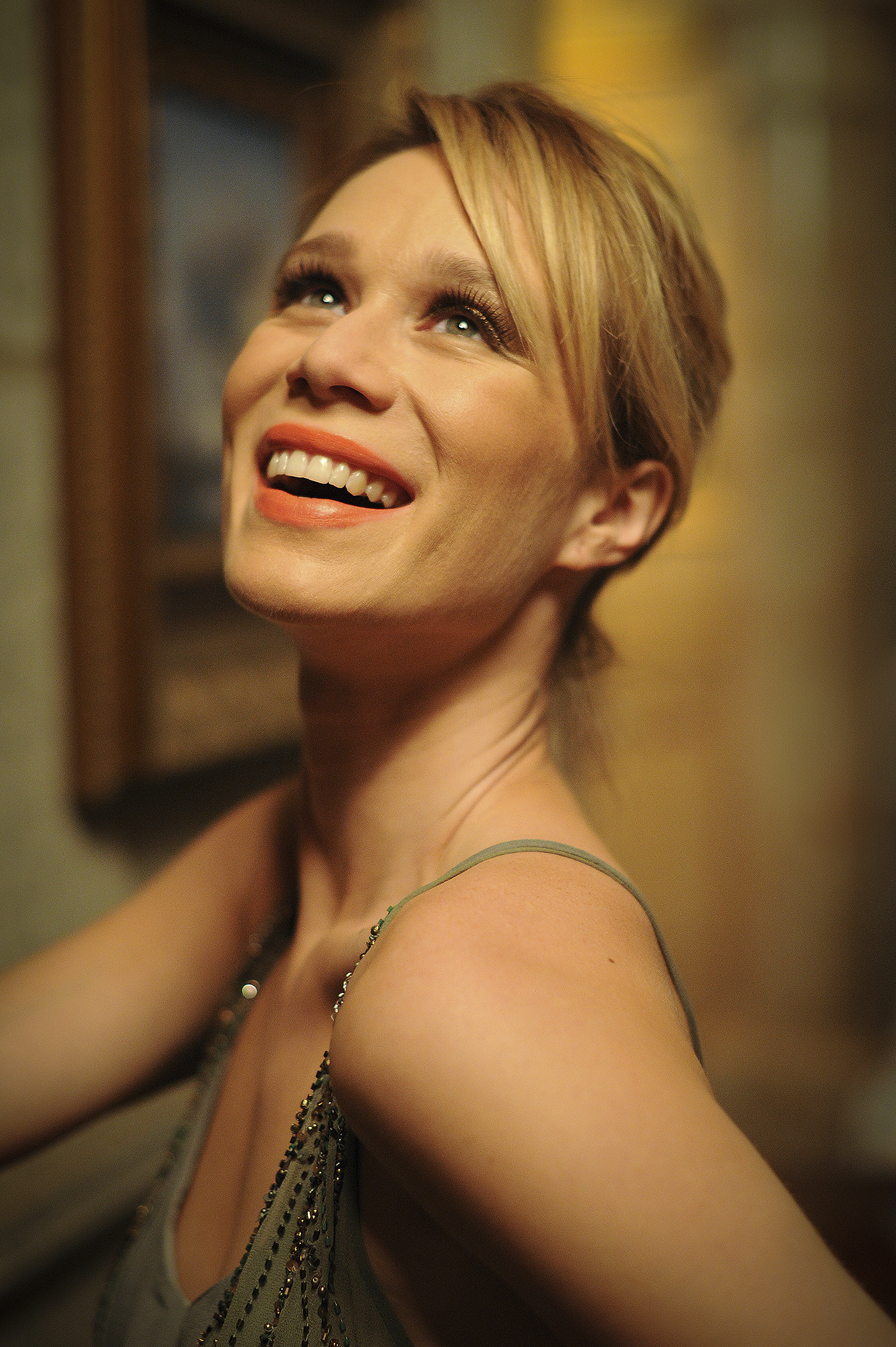
Mariana Ximenes em 2012.

Em maio de 2012, participa da série As Brasileiras, protagonista do episódio A Adormecida de Foz do Iguaçu, usando roupas sensuais para a personagem "Liliane", que é uma mulher recatada durante o dia e após tomar um calmante para o sono, se transforma numa perigosa sedutora. Fez o terceiro trabalho como dubladora no filme 31 Minutos, o Filme, fazendo a voz de Cachirula. Ela também participou da telenovela Guerra dos Sexos como a personagem Juliana, mocinha da trama. Logo depois, fez parte do filme Os Penetras com Eduardo Sterblitch e Marcelo Adnet. Também participou do filme O Gorila do cineasta José Eduardo Belmonte, como a sedutora Cíntia. Em 2013, gravou os filmes O Uivo da Gaita, O Rio nos Pertence e O Fim de Uma Era! feitos por Ricardo Pretti. Entre 2013 e 2014, viveu uma vedete de cabaré na telenovela Joia Rara. Ainda em 2014, fez uma participação no seriado A Grande Família como a chef de caráter duvidoso Lola, e interpretou "Leididai" na série Eu Que Amo Tanto, do Fantástico.
Em 2014, Mariana filmou no Rio Grande do Sul o longa Prova de Coragem, drama baseado no livro Mãos de Cavalo de Daniel de Galera, que também participa como produtora. Estrelou o filme Zoom com Gael García Bernal e Jason Priestley, có-produção do Brasil com o Canadá, onde atua em inglês. e fez uma participação em Quase Memória, longa do diretor Ruy Guerra.
Em 2015 filmou em Portugal O Grande Circo Místico, longa de Cacá Diegues onde vive uma trapezista. Com dedicação total ao cinema, é protagonista e produtora associada da comédia romântica Uma Loucura de Mulher, filme rodado em Brasília, que marca a estreia do diretor Marcus Ligocki Jr. Também há informações que ela teria feito testes para a novela A Regra do Jogo, novela de João Emanuel Carneiro, com quem trabalhou em Cobras & Lagartos e A Favorita, mas em março de 2015 a Rede Globo informou que a atriz Vanessa Giácomo foi a escolhida para o papel.

### 2016–presente:Haja Coração,Supermaxe novos trabalhos
Entre maio e novembro de 2016, Mariana protagonizou Haja Coração, releitura de Sassaricando, grande sucesso de Sílvio de Abreu, vivendo a inesquecível Tancinha, papel que foi de Cláudia Raia na trama de 1987. A atriz também interpretou um dos principais papéis de Supermax, série de terror da Globo, onde viveu a misteriosa Bruna. Em dezembro, filmou uma participação no longa Gosto se Discute e lançou o filme de animação Sing - Quem Canta Seus Males Espanta, que dubla a personagem Rosita. Gravou o longa D.P.A - O Filme, vivendo a vilã Bibi da Capa Preta. Está envolvida em muitos projetos para o cinema, incluindo o papel de protagonista de "Minhas Duas Meninas", filme baseado no livro de Tetê Ribeiro, um projeto em parceria entre o Brasil, Portugal e França sobre a Princesa Isabel, Gravou com o cantor carioca Yann a música "Love" para o primeiro álbum do artista, intitulado "Entre o Fim e o Recomeço Vol. I". Na TV, em abril de 2019, atuou na minissérie Se Eu Fechar os Olhos Agora. Está também no elenco da segunda temporada de Ilha de Ferro, como Olivia, par de Cauã Reymond. Ainda filmou os longas Capitu e o Capítulo e L.O.C.A. Em 2021, protagonizou com Selton Mello, a telenovela das 18h, Nos Tempos do Imperador no papel de Luísa Margarida de Barros Portugal, a Condessa de Barral. Em 2023, voltou a TV interpretando sua segunda vilã: a cruel Gilda, na novela Amor Perfeito. Em 2024, volta a trabalhar com João Emanuel Carneiro na novela Mania de Você, como a vilã Ísis.

### Publicidade
Mariana começou a carreira fazendo comerciais, como por exemplo, uma das primeiras propagandas da marca Assolan, e uma campanha para a ABPM (Associação Brasileira de Produtores de Maçã), todas nos anos 90.
No ano de 2008, foi convidada para ser garota-propaganda da Risqué em comerciais sobre os esmaltes da empresa, e fez várias campanhas para a marca até 2013. Com Marisol Ribeiro, ela estrelou comerciais para a Johnson & Johnson. Também foi garota propaganda das sandálias Havaianas, juntamente com o ator Rodrigo Lombardi. Com a Positivo Informática, estrelou campanhas durante alguns anos. Também foi garota propaganda dos cartões Bradesco. Na Avon, foi capa da revista juntamente com Giselle Itié e Sheron Menezes, também estrelando em comerciais. Foi a garota propaganda da linha de absorvente Always da Procter & Gamble. Se tornou a nova garota propaganda da Seda em 2011, estrelando o comercial Seda Pro-Natural. Também foi estrela da campanha de verão da Arezzo. Em 2013, estrelou uma campanha com o ator Reynaldo Gianecchini para a marca Cavalera.

## Vida pessoal
O primeiro relacionamento de Mariana foi com o rapaz que lhe deu seu primeiro beijo. Ela tinha treze anos, enquanto ele era quatro anos mais velho. O namoro durou um ano e alguns meses. Em 1996, aos quinze anos, ela iniciou um romance com o ator Caio Blat, que conheceu em gravações de comerciais, em que os dois faziam casal. O relacionamento durou três anos, e terminou durante Andando nas Nuvens, novela que eles faziam par romântico. Os dois continuaram amigos após a separação. Ainda em 1999, ela engatou uma relação com o então ator e agora diretor André Barros, que durou um ano e meio. Curiosamente, Mariana fez uma participação no último capítulo de Força de um Desejo, interpretando uma jovem por quem o personagem de André se apaixona. Após o fim do relacionamento, Ximenes e Barros também continuaram amigos.
Em 2001, aos vinte anos, casou-se com o empresário e produtor de cinema Pedro Buarque de Hollanda, dezesseis anos mais velho. O relacionamento durou oito anos, e eles anunciaram a separação em outubro de 2009. Cerca de nove meses após o fim do casamento, a atriz foi vista em Búzios com o empresário Santiago Bebianno, mas o namoro chegou ao fim cinco meses depois.
Em 2011 começou a namorar o publicitário Lucas Mello, com quem ficou por dois anos. Na época que eles estavam juntos, foi dito que os dois pensavam em casar e ter filhos. Em outubro de 2014, a atriz assumiu namoro com o empresário italiano Filippo Adorno, que é formado pela Universidade de Columbia e dirige uma grande empresa imobiliária de São Paulo. Em julho de 2017, quase três anos depois, ela anunciou o fim do relacionamento.
No final de 2017 iniciou um namoro com o músico Felipe Fernandes, e em 2019 a atriz se mudou do Rio de Janeiro, para morar com ele em São Paulo. Em abril de 2020 ela anunciou a separação. Em setembro de 2020 após flertes virtuais durante a pandemia, a atriz engatou romance com o empresário e fotografo Victor Collor, mas decidiram terminar o relacionamento dez meses depois. Em agosto de 2024, após três anos sem assumir romances, Mariana foi fotografada e assumiu namoro com o empresário Thiago Cordeiro, que é famoso no ramo financeiro de São Paulo.

## Filmografia

### Televisão
| Ano  | Título                         | Personagem                                    | Notas                                     |
| ---- | ------------------------------ | --------------------------------------------- | ----------------------------------------- |
| 1998 | Você Decide                    | Valéria                                       | Episódio: "Dupla Traição"                 |
| 1998 | Fascinação                     | Emília Gouveia                                |                                           |
| 1998 | Sandy & Junior                 | Vicky                                         | Especial de fim de ano                    |
| 1999 | Malhação                       | Ela mesma                                     | Episódio: "19 de março"                   |
| 1999 | Andando nas Nuvens             | Celi Montana                                  |                                           |
| 2000 | Força de um Desejo             | Ângela                                        | Episódio: "28 de janeiro"                 |
| 2000 | Uga Uga                        | Bionda Cristina Arruda Prado                  |                                           |
| 2001 | Brava Gente                    | Luciana                                       | Episódio: "A Sonata"                      |
| 2001 | A Padroeira                    | Izabel de Avelar                              |                                           |
| 2001 | Sorriso Metálico               | Sharon Spitz (voz)                            | Dublagem                                  |
| 2002 | Os Normais                     | Sônia                                         | Episódio: "Acima do Normal"               |
| 2002 | A Turma do Didi                | Glorinha                                      | Episódio: "10 de novembro"                |
| 2002 | Brava Gente                    | Brancaluz                                     | Episódio: "Arioswaldo e o Lobisomem"      |
| 2003 | A Casa das Sete Mulheres       | Rosário Gonçalves da Silva Ferreira           |                                           |
| 2003 | A Grande Família               | Ana / Nicole                                  | Episódio: "Essa é pra Casar!"             |
| 2003 | Especial Chico Anysio          | Repórter                                      | Episódio: "4 de maio"                     |
| 2003 | Chocolate com Pimenta          | Ana Francisca Mariano da Silva (Aninha)       |                                           |
| 2004 | Histórias de Cama & Mesa       | Carolina                                      | Especial de fim de ano                    |
| 2005 | América                        | Raíssa Pamplona Lopes Prado                   |                                           |
| 2005 | Casseta & Planeta, Urgente!    | Raíssa                                        | Episódio: "15 de novembro"                |
| 2006 | JK                             | Lílian Gonçalves Lima                         |                                           |
| 2006 | Cobras & Lagartos              | Maria Isabel Gonçalves Pasquim (Bel)          |                                           |
| 2007 | Paraíso Tropical               | Sonia Silva Weissman                          | Episódios: "27–28 de setembro"            |
| 2008 | A Favorita                     | Lara Pereira Fontini                          |                                           |
| 2009 | Superbonita                    | Apresentadora convidada                       |                                           |
| 2010 | Passione                       | Clara Miranda Medeiros Mattoli                |                                           |
| 2012 | As Brasileiras                 | Liliane                                       | Episódio: "A Adormecida de Foz do Iguaçu" |
| 2012 | Guerra dos Sexos               | Juliana de Alcântara Pereira Barreto          |                                           |
| 2013 | Joia Rara                      | Aurora Lincoln                                |                                           |
| 2014 | A Mulher da Sua Vida           | Mulher                                        | Episódio: "30 de março"                   |
| 2014 | A Grande Família               | Lola Ferrara                                  | Episódio: "Um Hóspede do Barulho"         |
| 2014 | Eu Que Amo Tanto               | Leididai de Oliveira Fontes                   | Episódio: "Leididai"                      |
| 2016 | Haja Coração                   | Constância Rigoni Di Marino (Tancinha)        |                                           |
| 2016 | Supermax                       | Bruna Sabino                                  |                                           |
| 2017 | Cidade Proibida                | Suzana                                        | Episódio: "Caso Suzana"                   |
| 2018 | Se Eu Fechar os Olhos Agora    | Adalgisa Bastos                               |                                           |
| 2019 | Ilha de Ferro                  | Drª. Olívia Dias                              | Temporada 2                               |
| 2021 | Nos Tempos do Imperador        | Luísa Margarida de Barros, Condessa de Barral |                                           |
| 2021 | The Masked Singer Brasil       | Jurada convidada                              | Episódio: "18 de agosto"                  |
| 2022 | Happy Hour com Mariana Ximenes | Apresentadora                                 | Também produtora                          |
| 2022 | Turma da Mônica - A Série      | Isabelle (Madame Frufru)                      |                                           |
| 2023 | O Repórter do Poder            | Ela mesma                                     | Docu-série                                |
| 2023 | Amor Perfeito                  | Gilda Torquato Rubião / Shirley               |                                           |
| 2023 | Vai na Fé                      | Ela mesma                                     | Episódio: "25 de março"                   |
| 2024 | Tributo                        | Ela mesma                                     | Episódio: "Ary Fontoura"                  |
| 2024 | Mania de Você                  | Ísis dos Santos Cavalcanti                    |                                           |
| 2025 | Show 60 Anos                   | Ana Francisca                                 | Especial 60 anos da Globo                 |
| 2025 | Tributo                        | Ela mesma                                     | Episódio: "Walcyr Carrasco"               |
| 2025 | Dona de Mim                    | Mirna Vargas                                  | Episódios: "19–20 de junho"               |

### Cinema
| Ano  | Título                                 | Personagem                      | Nota                        |
| ---- | -------------------------------------- | ------------------------------- | --------------------------- |
| 1998 | Caminho dos Sonhos                     | Ruth Stern                      |                             |
| 2000 | O Barato é Ser Careta                  | —                               | Curta-metragem              |
| 2001 | Dias de Nietzsche em Turim             | Eva Von Bülow                   |                             |
| 2002 | O Invasor                              | Marina                          | Também produtora            |
| 2003 | O Homem do Ano                         | Gabriela                        |                             |
| 2003 | Uma Estrela Pra Ioiô                   | Ioiô                            | Curta-metragem              |
| 2005 | Gaijin - Ama-me Como Sou               | Weronika Muller                 |                             |
| 2005 | O Galinho Chicken Little               | Hebe Marreca, a Pata Feia (voz) | Dublagem                    |
| 2006 | A Máquina                              | Karina                          |                             |
| 2006 | Muito Gelo e Dois Dedos D'Água         | Roberta                         |                             |
| 2008 | Miragem em Abismo                      | Ela mesma                       | Curta-metragem              |
| 2008 | A Mulher do Meu Amigo                  | Renata                          |                             |
| 2009 | Bela Noite para Voar                   | Princesa                        |                             |
| 2009 | Hotel Atlântico                        | Diana                           |                             |
| 2010 | Quincas Berro D'Água                   | Vanda Cunha                     |                             |
| 2011 | Tela                                   | Andreia                         | Curta-metragem              |
| 2012 | Os Penetras                            | Laura                           |                             |
| 2012 | O Gorila                               | Cíntia                          |                             |
| 2012 | 31 Minutos, o Filme                    | Cachirula (voz)                 | Dublagem                    |
| 2013 | A Serpente Que Dança                   | —                               | Curta-metragem              |
| 2013 | O Uivo da Gaita                        | Antônia                         |                             |
| 2013 | O Rio nos Pertence!                    | Irmã de Marina                  |                             |
| 2014 | O Fim de Uma Era                       | —                               |                             |
| 2014 | Para Sempre Teu, Caio F.               | Ela mesma                       | Documentário                |
| 2015 | Zoom                                   | Michelle                        |                             |
| 2016 | Prova de Coragem                       | Adri                            | Também produtora            |
| 2016 | Uma Loucura de Mulher                  | Lúcia Pimenta                   | Também produtora            |
| 2016 | Um Homem Só                            | Josie                           | Também produtora            |
| 2016 | Sing - Quem Canta Seus Males Espanta   | Rosita (voz)                    | Dublagem                    |
| 2017 | Os Penetras 2 – Quem Dá Mais?          | Laura                           |                             |
| 2017 | D.P.A - O Filme                        | Bibi Capa Preta                 |                             |
| 2017 | Gosto Se Discute                       | Ela mesma                       |                             |
| 2017 | Oitavo - Filme                         | A Sonhadora                     | Curta-metragem              |
| 2018 | Quase Memória                          | Maria                           |                             |
| 2018 | Todos os Paulos do Mundo               | Ela mesma                       | Documentário                |
| 2018 | O Grande Circo Místico                 | Margarete                       |                             |
| 2020 | Plano B                                | Ela mesma                       | Documentário curta-metragem |
| 2021 | L.O.C.A.                               | Manuela Garcia (Manu)           |                             |
| 2021 | Capitu e o Capítulo                    | Capitu                          |                             |
| 2023 | Amores Pandêmicos                      | Bia                             |                             |
| 2025 | Nem Deus É Tão Justo Quanto Seus Jeans | Babyhumana                      |                             |
| 2025 | Pimenta no Clima                       | Ela mesma                       |                             |
| 2026 | Cacilda Becker em Cena Aberta          | Tônia Carrero                   |                             |

### Internet
| Ano  | Título                                       | Personagem         | Notas                           |
| ---- | -------------------------------------------- | ------------------ | ------------------------------- |
| 2018 | Rascunhos Esquecidos de Uma Caixa Sem Saída  | Leitora            | Episódio: "Amizade"             |
| 2019 | Zodíaca: O Monólogo Definitivo de Cada Signo | Taurina            | Episódio: "A Taurina"           |
| 2020 | Cara Palavra                                 | Várias personagens | Também criadora                 |
| 2020 | Amor de Quarentena                           | Ela mesma          | Também como produtora associada |
| 2024 | Uma Vaga Capacidade de Asas                  | —                  |                                 |

### Videoclipes
| Ano  | Artista       | Música                           |
| ---- | ------------- | -------------------------------- |
| 1997 | Dr. Sin       | "Futebol, Mulher & Rock n' Roll" |
| 1999 | Los Hermanos  | "Anna Júlia"                     |
| 2003 | Lulu Santos   | "Já É'"                          |
| 2012 | Junio Barreto | "Passione"                       |
| 2014 | Lulu Santos   | "Luiz Maurício"                  |
| 2018 | Gilberto Gil  | "Lia e Deia"                     |

## Teatro
| Ano  | Peça                      | Personagem         | Notas            |
| ---- | ------------------------- | ------------------ | ---------------- |
| 1999 | Auto de Natal             | Maria              |                  |
| 2000 | A Rosa Tatuada            | Rosa               |                  |
| 2000 | Paixão de Cristo          | Maria              | [ 154 ]          |
| 2000 | Os Lusíadas               | Maria              |                  |
| 2005 | O que diz Molero?         | Investigadora      | [ 155 ]          |
| 2006 | Justine Recompensada      | Justine            |                  |
| 2007 | Deliciosa Boca do Inferno |                    | [ 156 ]          |
| 2011 | Os Altruístas             | Sydney             | Também produtora |
| 2020 | Cara Palavra              | Várias personagens |                  |

## Prêmios e indicações
| Ano  | Premiação                           | Categoria                                       | Trabalho                       | Resultado |
| ---- | ----------------------------------- | ----------------------------------------------- | ------------------------------ | --------- |
| 1999 | Prêmio Qualidade Brasil             | Atriz Revelação                                 | Andando nas Nuvens             | Venceu    |
| 1999 | Prêmio Magnífico                    | Atriz Revelação                                 | Andando nas Nuvens             | Venceu    |
| 1999 | Prêmio Master                       | Atriz Revelação                                 | Andando nas Nuvens             | Venceu    |
| 2000 | Prêmio Millenium                    | Melhor Atriz                                    | Uga Uga                        | Venceu    |
| 2000 | Melhores do Ano                     | Atriz Revelação                                 | Uga Uga                        | Venceu    |
| 2000 | Prêmio Qualidade Brasil             | Melhor Personagem (popular)                     | Uga Uga                        | Venceu    |
| 2000 | Meus Prêmios Nick                   | Melhor Atriz                                    | Uga Uga                        | Venceu    |
| 2000 | Prêmio Magnífico                    | Destaque do Ano                                 | Uga Uga                        | Venceu    |
| 2002 | Festival do Recife                  | Melhor Atriz Coadjuvante                        | O Invasor                      | Venceu    |
| 2002 | Passista Trophy                     | Melhor Atriz Coadjuvante                        | O Invasor                      | Venceu    |
| 2002 | Prêmio Qualidade Brasil             | Melhor Atriz Coadjuvante                        | O Invasor                      | Venceu    |
| 2003 | Prêmio Guarani de Cinema Brasileiro | Melhor Atriz Coadjuvante                        | O Invasor                      | Indicado  |
| 2003 | Grande Prêmio do Cinema Brasileiro  | Melhor Atriz Coadjuvante                        | O Invasor                      | Venceu    |
| 2003 | Prêmio Qualidade Brasil             | Melhor Atriz                                    | Chocolate com Pimenta          | Indicado  |
| 2003 | Melhores do UOL e PopTevê           | Melhor Atriz                                    | Chocolate com Pimenta          | Venceu    |
| 2004 | Prêmio Contigo! de TV               | Atriz de Novela                                 | Chocolate com Pimenta          | Indicado  |
| 2004 | Prêmio Contigo! de TV               | Melhor Par Romântico (com Thiago Fragoso)       | A Casa das Sete Mulheres       | Venceu    |
| 2005 | FestCine Goiânia                    | Melhor Atriz                                    | A Máquina                      | Venceu    |
| 2005 | Prêmio Qualidade Brasil             | Melhor Atriz em Televisão                       | América                        | Indicado  |
| 2005 | Capricho Awards                     | Melhor Atriz                                    | América                        | Venceu    |
| 2006 | Meus Prêmios Nick                   | Atriz Favorita                                  | Cobras & Lagartos              | Venceu    |
| 2006 | Capricho Awards                     | Atriz Nacional                                  | Cobras & Lagartos              | Venceu    |
| 2006 | Prêmio Qualidade Brasil             | Melhor Atriz                                    | A Máquina                      | Indicado  |
| 2007 | Prêmio Contigo! de TV               | Melhor Atriz                                    | Cobras & Lagartos              | Indicado  |
| 2007 | Prêmio Contigo! de TV               | Melhor Par Romântico (com Daniel de Oliveira)   | Cobras & Lagartos              | Indicado  |
| 2007 | Prêmio Contigo! de Cinema Nacional  | Melhor Atriz Coadjuvante (popular)              | A Máquina                      | Venceu    |
| 2007 | Prêmio Contigo! de Cinema Nacional  | Melhor Atriz Coadjuvante (júri)                 | A Máquina                      | Indicado  |
| 2007 | Prêmio Guarani de Cinema Brasileiro | Melhor Atriz                                    | A Máquina                      | Indicado  |
| 2007 | Prêmio Qualidade Brasil             | Melhor Atriz de Cinema                          | Muito Gelo e Dois Dedos d'Água | Indicado  |
| 2009 | Melhores do Ano                     | Melhor Atriz                                    | A Favorita                     | Indicado  |
| 2009 | Troféu Imprensa                     | Melhor Atriz                                    | A Favorita                     | Indicado  |
| 2009 | Troféu Internet                     | Melhor Atriz                                    | A Favorita                     | Indicado  |
| 2009 | Prêmio Contigo! de TV               | Atriz de Novela                                 | A Favorita                     | Indicado  |
| 2010 | Prêmio Contigo! de Cinema Nacional  | Melhor Atriz Coadjuvante                        | Hotel Atlântico                | Indicado  |
| 2010 | Prêmio Guarani de Cinema Brasileiro | Melhor Atriz Coadjuvante                        | Hotel Atlântico                | Indicado  |
| 2010 | 4º Prêmio Quem de Cinema            | Melhor Atriz de Cinema                          | Quincas Berro D'Água           | Venceu    |
| 2010 | 4º Prêmio Quem de Cinema            | Melhor Atriz de TV                              | Passione                       | Indicado  |
| 2010 | Veja Cariocas do Ano                | Melhor Atriz                                    | Passione                       | Venceu    |
| 2010 | Prêmio Minha Novela                 | Melhor Atriz                                    | Passione                       | Venceu    |
| 2010 | Prêmio Extra de Televisão           | Melhor Atriz                                    | Passione                       | Indicado  |
| 2011 | Troféu Video Show                   | Abraço Mais Falso                               | Passione                       | Venceu    |
| 2011 | Troféu Imprensa                     | Melhor Atriz                                    | Passione                       | Venceu    |
| 2011 | Troféu Internet                     | Melhor Atriz                                    | Passione                       | Venceu    |
| 2011 | Melhores do Ano                     | Melhor Atriz                                    | Passione                       | Indicado  |
| 2011 | Prêmio Contigo! de TV               | Atriz de Novela                                 | Passione                       | Indicado  |
| 2011 | Prêmio Horizon                      | Ela mesma                                       | Homenagem                      | Venceu    |
| 2011 | Prêmio Jovem Brasileiro             | Melhor Atriz de Teatro                          | Os Altruístas                  | Venceu    |
| 2013 | Prêmio Contigo! de TV               | Atriz de Novela                                 | Guerra dos Sexos               | Indicado  |
| 2013 | Melhores do UOL e PopTevê           | Melhor Par Romântico (com Reynaldo Gianecchini) | Guerra dos Sexos               | Indicado  |
| 2015 | Festival de Gramado                 | Melhor Atriz                                    | Um Homem Só                    | Venceu    |
| 2016 | Prêmio Quem de Televisão            | Melhor Atriz de TV                              | Haja Coração                   | Indicado  |
| 2017 | Troféu Internet                     | Melhor Atriz de Novela                          | Haja Coração                   | Indicado  |
| 2018 | Prêmio Dandara                      | Ela mesma                                       | Homenagem                      | Venceu    |
| 2020 | Séries em Cena Awards               | Melhor Atriz Nacional                           | Ilha de Ferro                  | Indicado  |
| 2021 | Melhores do Ano - RD1               | Melhor Atriz                                    | Nos Tempos do Imperador        | Venceu    |
| 2021 | Prêmio F5                           | Melhor Atriz de Novela                          | Nos Tempos do Imperador        | Indicado  |
| 2021 | Prêmio Contigo! Online              | Melhor Atriz de Novela                          | Nos Tempos do Imperador        | Indicado  |
| 2021 | Prêmio APCA de Televisão            | Melhor Atriz                                    | Nos Tempos do Imperador        | Indicado  |
| 2022 | VHS Film Society Awards             | Melhor Atriz                                    | Capitu e o Capítulo            | Indicado  |
| 2022 | Troféu Imprensa                     | Melhor Atriz                                    | Nos Tempos do Imperador        | Indicado  |
| 2022 | Troféu Internet                     | Melhor Atriz                                    | Nos Tempos do Imperador        | Indicado  |
| 2023 | Venice TV Awards                    | Branded Entertainment                           | Happy Hour com Mariana Ximenes | Venceu    |
| 2023 | Troféu AIB de Imprensa              | Melhor Atriz                                    | Amor Perfeito                  | Indicado  |
| 2023 | Prêmio Noticiasdetv.com             | Melhor Atriz Antagonista ou Vilã                | Amor Perfeito                  | Venceu    |
| 2023 | Melhores do Ano NaTelinha           | Melhor Atriz                                    | Amor Perfeito                  | Venceu    |
| 2023 | Prêmio ArteBlitz de Novela          | Melhor Atriz Vilã (voto popular)                | Amor Perfeito                  | Venceu    |
| 2023 | Prêmio Área VIP                     | Melhor Atriz                                    | Amor Perfeito                  | Venceu    |
| 2023 | Melhores do Ano - Duh Secco         | Atriz                                           | Amor Perfeito                  | Venceu    |
| 2024 | Festival Sesc Melhores Filmes       | Melhor Atriz Nacional                           | Capitu e o Capítulo            | Indicado  |
| 2024 | Prêmio Área VIP                     | Melhor Personagem (como Ísis)                   | Mania de Você                  | Venceu    |
| 2024 | Prêmio APCA de Televisão            | Melhor Atriz                                    | Mania de Você                  | Indicado  |